# スマイルドロップ
「スマイルドロップ」（スマイルドロップ）は、SKY-HIの2枚目のシングルである。2014年12月12日発売。発売元はavex trax。

## 概要
- 前作「愛ブルーム/RULE」から約1年4ヶ月ぶりのシングル。
- 初のバースデーリリースのシングルである[1]。
- 金曜日発売のため集計期間は他の新譜より少なかったが、オリコンチャートでは前作「愛ブルーム/RULE」を上回る週間16位を獲得。初日のデイリーチャートでは3位を記録している。

## 収録曲

### CD+DVD①
CD
1. スマイルドロップ [4:18]
失恋ソング。韻やラップのテクニックよりも歌詞を重視したと語っている。作詞には非常に苦戦し、作詞家としての力不足を痛感し、『TRICKSTER』発売後、次作のアルバムのイメージがありそれも視野に入れてスマイルドロップを制作していたが、そのアルバムも白紙化となった。自身が納得できる歌詞力が身に付くまで新作はリリースしないとスタッフに公言。9ヶ月ほど新しい曲も作れなくなり、その9ヶ月の間スマイルドロップのテイクだけで182回もリテイクしたという[2]。
スマイルドロップに決まる前のタイトルは「カラスウリ」であったが、スタッフと協議の末、現在のタイトルとなった。
アルバム『カタルシス』に別バージョンとして収録された。
2. Serial [3:09]
ジキルとハイドのジキル博士のオマージュの作品。
スマイルドロップのカップリングは1990年代のヒップホップを提示したいと、DJ WATARAIからビートを提供してもらった。
コンピレーション・アルバム『BULLMOOSE presents... FLOATIN'LAB 2』にも収録された。
3. スマイルドロップ (Instrumental) [4:18]
4. Serial (Instrumetal) [3:07]
5. スマイルドロップ (acappella) [3:55]
6. Serial (acappella) [2:43]

DVD
1. スマイルドロップ (Music Clip)
2. スマイルドロップ (Music Clip Short Making)

### CD+DVD②
CD
1. スマイルドロップ
2. Serial
3. スマイルドロップ (Instrumental)
4. Serial (Instrumetal)
5. スマイルドロップ (acappella)
6. Serial (acappella)

DVD
1. トリックスター (Studio Live Session)
2. 逆転ファンファーレ (Studio Live Session)
3. 愛ブルーム (Studio Live Session)

### CD
CD
1. スマイルドロップ
2. Serial
3. スマイルドロップ (Instrumental)
4. Serial (Instrumetal)
5. スマイルドロップ (acappella)
6. Serial (acappella)